# Fariba Rahimi
Pour les articles homonymes, voir Rahimi.
Fariba Rahimi (née le 18 septembre 1979) est un mannequin norvégien. Née en Iran, elle a déménagé en Turquie et est arrivée en Norvège à l'âge de 18 ans,. Rahimi est également infirmière et a travaillé pendant deux ans pour une agence locale de mannequins à Trondheim, en Norvège.
Rahimi est également connue pour son travail avec Versace .Elle est aussi membre du Forbes Business Council,,,,.

## Enfance
Fariba Rahimi est née dans une famille musulmane mais devient athée par la suite. Ses parents ont travaillé pour le Shah d'Iran.
Après la révolution islamique de 1979 en Iran, Rahimi a quitté le pays à l'âge de 16 ans pour échapper au régime strict et poursuivre sa carrière de modèle. Elle s'est installée en Turquie et est arrivée en Norvège à l'âge de 18 ans.

## Carrière
Rahimi a commencé sa carrière de mannequin en 2002 à l’âge de 22 ans. Elle a travaillé pendant deux ans dans une agence de mannequins locale, qu'elle a quittée en 2004 pour poursuivre ses études. Elle a repris sa carrière à l’âge de 38 ans a travaillé comme mannequin pour la célèbre marque Versace.
Après son retour au mannequinat à 38 ans, elle a été vue dans de nombreux magazines dans le monde entier. On l’a aussi vu dans le journal norvégien Nettavisen,. Elle a également participé à deux reprises au défilé de mode de Versace à Milan en 2018.

### Versace
Rahimi a travaillé pour Versace en 2018 et est apparu lors du Versace Fashion Show à Milan la même année.

### Carrière d’actrice
Rahimi est également actrice et a joué dans plusieurs films africains. Elle a également annoncé son intention de construire une école et un hôpital en Afrique en 2020.